# Tachytrechus argyropus
Tachytrechus argyropus är en tvåvingeart som beskrevs av Becker 1922. Tachytrechus argyropus ingår i släktet Tachytrechus och familjen styltflugor. Inga underarter finns listade i Catalogue of Life.